# 정창숙
정창숙(1973년 8월 30일 ~ )은 대한민국의 양궁 선수이다.